# Remig Stumpf
Remig Stumpf   (Schweinfurt, 25 de març de 1966 - Bergrheinfeld, 14 de maig de 2019) va ser un ciclista alemany, que fou professional entre 1988 i 1993.
Va participar en els Jocs Olímpics de Seül.

## Palmarès
- 1986
  - 1r a la Volta a Colònia amateur
  - 1r al Berliner Etappenfahrt
  - 1r al Rund um Düren
- 1987
  - 1r a l'Internationale Ernst-Sachs-Tour
  - Vencedor d'una etapa de la Cursa de la Pau
  - Vencedor d'una etapa de la Volta a la Baixa Saxònia
- 1988
  -  Campió d'Alemanya de contrarellotge per equips amateur
  - 1r a l'Internationale Ernst-Sachs-Tour
  - Vencedor d'una etapa del Tour de Valclusa
  - Vencedor d'una etapa de la Volta a Cuba
  - Vencedor de 2 etapes de la Volta a Renània-Palatinat
- 1989
  - Vencedor de 3 etapes del Kellogg's Tour
  - Vencedor d'una etapa de la Volta a Suïssa
  - Vencedor d'una etapa dels Quatre dies de Dunkerque
- 1990
  - Vencedor d'una etapa de la Volta a la Comunitat Valenciana
- 1991
  - Vencedor d'una etapa dels Quatre dies de Dunkerque
- 1992
  - 1r als Sis dies de Colònia, amb Bruno Holenweger
- 1993
  - Vencedor d'una etapa de la Volta a la Comunitat Valenciana
  - 1r als Sis dies de Colònia, amb Urs Freuler

### Resultats al Tour de França
- 1991. Abandona (17a etapa)
- 1992. Abandona (13a etapa)